# Paranormal Activity: Tokyo Night
 (août 2012).
Si vous disposez d'ouvrages ou d'articles de référence ou si vous connaissez des sites web de qualité traitant du thème abordé ici, merci de compléter l'article en donnant les références utiles à sa vérifiabilité et en les liant à la section « Notes et références ».
Pour plus de détails, voir Fiche technique et Distribution.
Paranormal Activity: Tokyo Night (パラノーマル・アクティビティ 第2章 TOKYO NIGHT, Paranōmaru akutibiti dai ni shō: Tōkyō naito) est un film d'horreur japonais écrit et réalisé par Toshikazu Nagae en 2010. Il s'agit d'un spin-off de la série de films Paranormal Activity, tout comme Paranormal Activity: The Marked Ones, puisqu'il se déroule dans le même univers mais avec des personnages différents.

## Synopsis
À Tokyo, Koichi Yamano et sa sœur Haruka sont confrontés à d'étranges phénomènes, centrés autour de la jeune femme. Ils décident de filmer les événements...

## Fiche technique
- Titre original : パラノーマル・アクティビティ 第2章 TOKYO NIGHT (Paranōmaru akutibiti dai ni shō: Tōkyō naito?)
- Titre français : Paranormal Activity: Tokyo Night
- Réalisation : Toshikazu Nagae
- Scénario : Toshikazu Nagae
- Production : Yasutaka Hanada
- Pays d'origine :  Japon
- Genres : horreur, thriller
- Durée : 90 minutes
- Classification : tous publics avec avertissement lors de sa sortie en salles[Où ?]

## Distribution
- Aoi Nakamura (VF : Pascal Nowak) : Koichi Yamano
- Noriko Aoyama (VF : Edwige Lemoine) : Haruka Yamano

## Autour du film
- Lorsque le personnage d'Haruka raconte son accident lors de son voyage aux États-Unis, elle parle d'une femme en cavale après avoir tué son petit ami, puis fait des recherches sur Internet sur des incidents paranormaux survenus à San Diego avec comme prénom "Katie" comme l'un des mots-clés. Elle parle en fait de Katie, l'un des deux personnages principaux de Paranormal Activity.